# Regència d'Urgell
La Regència d'Urgell fou un organisme de govern dels reialistes, revoltats contra el règim constitucional, instituït a la Seu d'Urgell després de la presa d'aquesta ciutat per Antonio Marañón, el Trapense (juliol del 1822). El 15 d'agost fou instituïda oficialment, a partir d'una Junta Superior Provisional de Catalunya, i era formada per l'arquebisbe preconitzat de Tarragona, Jaume Creus i Martí, per Bernardo Mozo de Rosales, marquès de Mataflorida, i per Joaquim d'Ibáñez-Cuevas i de Valonga, baró d'Eroles. Si bé l'arquebisbe Creus en detenia la presidència, el marquès de Mataflorida en fou la veritable ànima, mentre que el baró d'Eroles, defensor del reialisme, s'ocupava principalment de convertir les partides de guerrillers en un exèrcit organitzat, tasca que li resultà impossible.
D'altra banda, no sembla haver-hi hagut gaire avinença entre els membres de la Regència: la proclama d'aquesta en nom de Ferran VII com a rei absolut fou seguida d'una altra de particular del baró d'Eroles adreçada als catalans i en la qual demanava l'existència d'unes corts que moderessin el poder del monarca. La instauració de la Regència mogué el govern liberal a actuar fermament a Catalunya; el general Francisco Espoz e Ilundain (conegut amb el nom d'Espoz y Mina), nomenat capità general de Catalunya, emprengué una campanya ràpida, iniciada per la presa i destrucció de Castellfullit de Riubregós,  que li permeté d'ocupar la Seu d'Urgell (11 de novembre de 1822) eliminant la Regència, que passà a Llívia i, d'allí, a França, on els seus membres se separaren.
Ni el govern francès ni Ferran VII, en recuperar aquest el poder absolut, no agraïren a la Regència la seva actuació, ja fos per les queixes dels mateixos caps de partida contra el marquès de Mataflorida, ja fos per les intrigues del grup absolutista rival, que dirigia Francisco Ramón de Eguía. Només el baró d'Eroles fou nomenat per a dirigir l'avantguarda de reialistes que s'adherí a l'exèrcit francès dels Cent Mil Fills de Sant Lluís.